# Insomnifère (Méphatormoses III)
Albums de Plume Latraverse
Les Mauvais Compagnons (Métaphormoses II) D'un début… à l'autre
Insomnifère (Méphatormoses III) est un album de Plume Latraverse, sorti en 1985. C'est le dernier album de sa trilogie des Métamorphoses entamé en 1982.

## Liste des titres
| No  | Titre                    | Durée |
| --- | ------------------------ | ----- |
| 1.  | Brassette                |       |
| 2.  | Last call                |       |
| 3.  | Chasse gardée            |       |
| 4.  | Ainsi soit-il            |       |
| 5.  | Les sangsues             |       |
| 6.  | Statu quo                |       |
| 7.  | Marie-Josée Latour       |       |
| 8.  | Une ville dans une autre |       |
| 9.  | L'assassin sommeille     |       |
| 10. | Les coucoudris           |       |